# 丽萨·布伦南-乔布斯
丽萨·妮可·布伦南-乔布斯（英語：Lisa Nicole Brennan-Jobs，娘家姓Brennan，1978年5月17日—）是一名美国作家。她是蘋果公司創辦人史提夫·喬布斯和克里斯安·布倫南的女兒。幾年來，喬布斯否認其父親身分，引致了蘋果公司早期法律案件和各種媒體報導。麗莎與史提夫·喬布斯最終和解，他接受了父親身分。布倫南-賈伯斯後來擔任記者和雜誌作家。

## 作品
她的作品曾刊登于《西南评论》、《马萨诸塞评论》、《哈佛赤色》、《哈佛倡导者》、《刺穿》杂志、《时尚》、《欧普拉杂志》等刊物上。